# Katie Grimes
Katie Grimes (Las Vegas, 8 de enero de 2006) es una deportista estadounidense que compite en natación, en las modalidades de piscina y aguas abiertas.
Participó en dos Juegos Olímpicos de Verano, obteniendo una medalla de plata en París 2024, en la prueba de 400 m estilos y el cuarto lugar en Tokio 2020, en la prueba de 800 m libre.
Ganó cuatro medallas en el Campeonato Mundial de Natación, en los años 2022 y 2023, y tres medallas en el Campeonato Mundial de Natación en Piscina Corta de 2024.
En diciembre de 2024 estableció una nueva plusmarca mundial en piscina corta del relevo 4 × 200 m libre (7:30,13).

## Palmarés internacional
| Juegos Olímpicos                    | Juegos Olímpicos   | Juegos Olímpicos  | Juegos Olímpicos |
| Año                                 | Lugar              | Medalla           | Prueba           |
| ----------------------------------- | ------------------ | ----------------- | ---------------- |
| 2024                                | París (Francia)    | Medalla de plata  | 400 m estilos    |
| Campeonato Mundial                  |                    |                   |                  |
| Año                                 | Lugar              | Medalla           | Prueba           |
| 2022                                | Budapest (Hungría) | Medalla de plata  | 1500 m libre     |
| 2022                                | Budapest (Hungría) | Medalla de plata  | 400 m estilos    |
| 2023                                | Fukuoka (Japón)    | Medalla de plata  | 400 m estilos    |
| Campeonato Mundial en Piscina Corta |                    |                   |                  |
| Año                                 | Lugar              | Medalla           | Prueba           |
| 2024                                | Budapest (Hungría) | Medalla de oro    | 4 × 200 m libre  |
| 2024                                | Budapest (Hungría) | Medalla de plata  | 400 m estilos    |
| 2024                                | Budapest (Hungría) | Medalla de bronce | 800 m libre      |

| Campeonato Mundial | Campeonato Mundial | Campeonato Mundial | Campeonato Mundial |
| Año                | Lugar              | Medalla            | Prueba             |
| ------------------ | ------------------ | ------------------ | ------------------ |
| 2023               | Fukuoka (Japón)    | Medalla de bronce  | 10 km              |